# Kuusalu
Pour la commune, voir Kuusalu (commune).

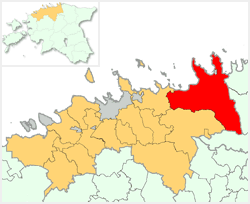
Localisation de la commune de Kuusalu dans la région d'Harju.

Kuusalu alevik (anciennement: Kusal) est un petit bourg (alevik) rural du nord-est de l'Estonie. Il est situé dans la région septentrionale estonienne de la région de Harju. C'est le centre administratif de la commune de Kuusalu.
Sa population est de 1195 habitants(01/01/2012) ,.